# Breidenbach (Germania)
Breidenbach è un comune tedesco di 6 802 abitanti situato nel land dell'Assia.

## Cultura
- Nel 1738 qui nacque Franz Ludwig von Cancrin, che nel 1798 divenne consigliere dello Stato di San Pietroburgo. Il minerale di Cancrinite porta il suo nome.[senza fonte]